# Araçagi
Araçagi is een gemeente in de Braziliaanse deelstaat Paraíba. De gemeente telt 17.839 inwoners (schatting 2009).